# Митрополит цетињски Руфим
Руфим је био митрополит цетињски од 1593. до 1639. године.
Марко Драговић је објавио једно писмо од 28. јуна 1629. године у којем се спомиње овај митрополит. Из писма се види да је владика купио млин од Али бега Хаидар Воиводића и његових синова.
У једном прологу за мјесец април се налази прибиљежено да је владика Руфим био игуман, прије него је завладичен (ту се наводи као Рувим, а у другим писмима као Руфим).